# 三民主義青年團上海支團部
三民主義青年團上海支團部，簡稱三青團上海支團部，是三民主義青年團在上海市的機構。民國28年（1939年）春由吴绍澍組建支團部籌備處，民國36年（1947年）4月7日正式成立。成立之初，共設有4個分團部，主要從事組織青年及學生進行抗日活動，並且指導上海市學生總會和上海職業青年互助社的活動和工作。民國36年11月，三青團上海支團部與中國國民黨上海市黨部合併。